# Lincoln County (Nebraska)
Lincoln County is een county in de Amerikaanse staat Nebraska.
De county heeft een landoppervlakte van 6.641 km² en telt 34.632 inwoners (volkstelling 2000). De hoofdplaats is North Platte.

## Bevolkingsontwikkeling

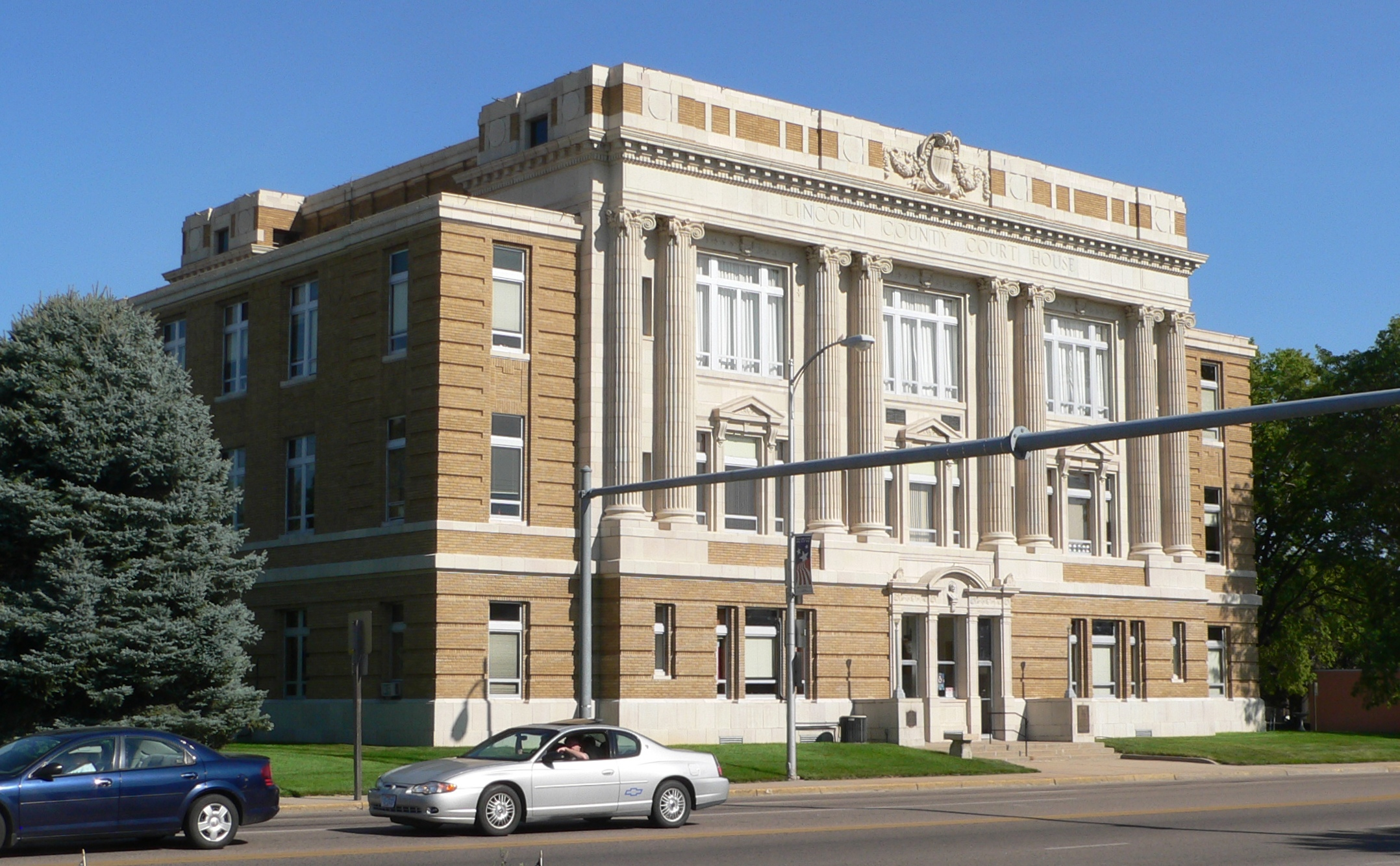
courthouse van Lincoln County